# Kolonialdistrikt Frederikshaab

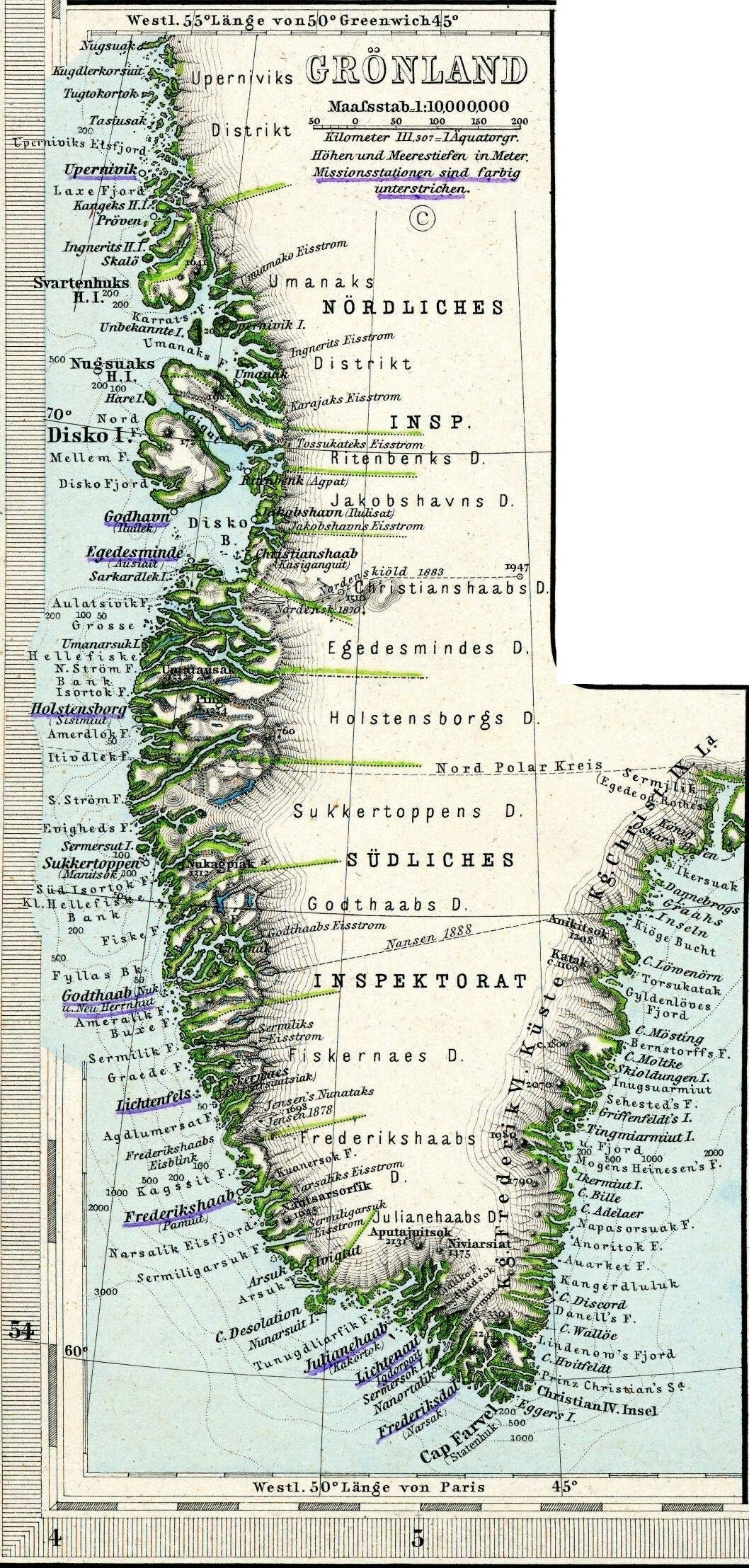
Ausschnitt aus einem Atlasblatt im Stielers Handatlas

Der Kolonialdistrikt Frederikshaab war ein Kolonialdistrikt in Grönland. Er bestand von 1742 bis 1950.

## Lage
Der Kolonialdistrikt Frederikshaab grenzte im Norden an den Kolonialdistrikt Godthaab, wobei die Grenze durch den Gletscher Sioqqap Sermia (Frederikshåb Isblink) verlief. Im Süden bildete die Bucht Alanngorsuaq (Kobberminebugt) südlich der Insel Sannerut die Grenze zum Kolonialdistrikt Julianehaab.

## Geschichte

### Vor der Kolonialzeit
Im Mittelalter befand sich im heutigen Distriktgebiet auf Höhe von Tissaluk die Nordgrenze der Eystribyggð, wo die Überreste von vier Höfen gefunden wurden. Es ist auch davon auszugehen, dass es sich beim in der Landnámabók genannten Arnlaugsfjǫrðr um den Ilorput (Arsukfjord) handelt.
Die Küste des Distrikts war den holländischen Walfängern bekannt, die in Grönland tätig waren. Sie benannten den Sioqqap Sermia (Frederikshaab Isblink) als Witteblink und die Bucht vor Tissaluk als Joris Bay (nach dem Seefahrer Joris Carolus). Damals ging man noch davon aus, dass Grönland durch zwei Sunde durchschnitten sei, die West- und Ostküste miteinander verbinden würden. Der südlichere dieser Sunde war auf den damaligen Karten als Frobisherstraße bezeichnet, die mit dem Sermilik gleichzusetzen ist.
1612 kam James Hall am Berg Kingittoq vorbei, dessen vorgelagerte Landspitze er wegen des freundlichen Aussehens der Landschaft Kap Comfort und das umliegende Gebiet Land of Comfort nannte.

### 18. und 19. Jahrhundert
Als Hans Egede Grönland im Jahr 1723 untersuchte, traf er Menschen am Wohnplatz Kangilineq an. Am 14. August erreichte er zudem Kuannit, wo so viele Bewohner waren, das über 40 Boote am Ufer lagen. Am 17. August erreichte er den Sund Torsukattak knapp südlich der Distriktgrenze, wo er drei Grönländer in einem Zelt antraf, deren Dialekt er schon damals als anders wahrnahm. Auf dem Rückweg passierte er am 8. September (das spätere) Paamiut.
Acht Jahre später schlug er vor an der Stelle von Paamiut eine Kolonie zu errichten. Dieser Plan wurde jedoch erst 1742 von Jacob Severin umgesetzt und so entstand die Kolonie Frederikshaab. Wegen großer Probleme bezüglich der Besegelung und Versorgung der Kolonie drohte sie 1748 wieder aufgegeben werden zu müssen, aber bald verbesserte sich die Lage.
1774 beschrieb Egill Þórhallason die Bewohner des Kolonialdistrikts als gute Haushälter, berichtete aber auch, dass die Jagdgründe so gut waren, dass die Grönländer der Bequemlichkeit halber in großen Gruppen an einem Ort wohnten. Zu diesem Zeitpunkt lebten schon 350 Getaufte im Kolonialdistrikt, von denen 68 Männer, 151 Frauen und 131 Kinder waren. 1799 waren 265 von 597 Einwohnern noch ungetauft, während es vier Jahre später nur noch 129 waren. 1813 gab es noch 22 Heiden im Kolonialdistrikt und um 1820 wurde der letzte Grönländer getauft.
Während der großen Epidemie von 1784 bis 1787 starb die Hälfte der Bevölkerung, alleine 1784 waren dies 150 Menschen. 1803 lebten wieder 589 Menschen im Distrikt, aber 1813 war die Zahl wieder auf 479 gesunken. Anschließend stieg die Einwohnerzahl wieder. Nur kurze Zeit später wurden 500 Einwohner erreicht, in den 1840er Jahren stieg die Einwohnerzahl auf 600 Personen, um 1850 auf 700, um 1900 auf 800 Personen und 1918 lebten schon 902 Personen im Kolonialdistrikt. 1803 hatten nur neun Personen europäische Vorfahren, 1820 waren es schon 54 und 1850 114. Noch 1921 war der größte Teil der Bevölkerung reine Inuit.
1803/05 wurde Arsuk als erster Udsted des Kolonialdistrikts gegründet. Später kamen noch die Udsteder Avigaat und um 1840 Narsalik hinzu. Der Udsted in Avigaat wurde 1868 nach Kuannit versetzt.
Carl Ludwig Giesecke beschrieb die Grönländer in Toornaarsuk, Kangaarsuk und Arsuk Anfang des 19. Jahrhunderts als „wildeste und schlimmste“ ganz Südgrönlands.
Im 19. Jahrhundert wurden bei Ivittuut Kryolithvorkommen entdeckt. Diese wurden ab den 1850er Jahren nutzbar gemacht und es entstand eine Bergbausiedlung in der Nähe von Arsuk.

### 20. Jahrhundert
Ab 1911 war der Kolonialdistrikt Frederikshaab in die vier Gemeinden Avigait, Frederikshaab, Narssalik und Arsuk unterteilt. Diesen Gemeinden waren im Jahr 1918 insgesamt sechs Wohnplätze untergeordnet. Der größte Teil des Kolonialdistrikts gehörte zum 6. Landesratswahlkreis Südgrönlands, nur die Gemeinde Avigait war Teil des 7. Landesratswahlkreises, der vor allem zum Kolonialdistrikt Godthaab gehörte.
Der Kolonialdistrikt bildete eine eigene Kirchengemeinde. Diese umfasste 1918 eine Kirche, sechs Schulkapellen und eine Schule. Darin arbeiteten ein Pastor, zehn Katecheten (fünf Seminariumsabsolventen, einer mit Katechetschulenabschluss, drei privatausgebildete und ein ungelernter).
Der Kolonialdistrikt hatte keinen eigenen Arzt, da der Arztdistrikt die Kolonialdistrikte Godthaab und Frederikshaab gemeinsam umfasste und der Arzt seinen Sitz in Nuuk hatte. Dafür gab es besondererweise gleich zwei Krankenhäuser, da neben der Kolonie in Arsuk in den 1880er Jahren ebenfalls ein Krankenhaus errichtet worden war, nachdem die Minenarbeiter aus Ivittuut eine Syphilisepidemie eingeschleppt hatten, die letztlich dazu führte, dass Arsuk vom Rest des Landes abgeschottet werden musste.
1943 errichteten die Vereinigten Staaten während des Zweiten Weltkriegs die Militärbasis Bluie West Seven 4,5 km fjordaufwärts von Ivittuut. Die Militärbasis wurde bald die wichtigste Grönlands.
Bei der Verwaltungsreform 1950 wurde der Kolonialdistrikt zur Gemeinde Paamiut. Lediglich Ivittuut wurde als Gemeinde Ivittuut ausgegliedert.

## Orte
- Alanngoq
- Arsuk
- Avigaat
- Iluilaarsuk
- Isua
- Ivittuut
- Kangaarsuk
- Kangilineq
- Kangilinnguit
- Kuannit
- Narsalik
- Neria
- Paamiut
- Putuerneq
- Qeqertaq
- Qeqertarsuaq
- Sannerut
- Tissaluk
- Ukalersalik
- Ungilak